# Villeza
Villeza es una localidad del municipio de Vallecillo, en la provincia de León, comunidad autónoma de Castilla y León (España).

## Festividades
Celebra sus fiestas patronales en honor de san Facundo y san Primitivo el día 27 de noviembre (actualmente celebradas el último fin de semana de este mes). Otras fiestas, el 15 de mayo, en honor a San Isidro Labrador.